# آدم ثورب
آدم ثورب (بالإنجليزية: Adam Thorpe)‏ (و. 1956  م) هو شاعر، وكاتب، ومترجم، وروائي بريطاني، ولد في باريس.

## جوائز
حصل على جوائز منها:
- جائزة والتر سكوت للأدب الخيالي التاريخي [الإنجليزية]‏ (2010)
- جائزة‭ ‬فوروارد‭ ‬للشعر [الإنجليزية]‏ (2007)
- جائزة أريك غريغوري  [لغات أخرى]‏

## روابط خارجية
- آدم ثورب على موقع الموسوعة البريطانية (الإنجليزية)